# دفع الرسم الدراسي
مدفوعات الرسوم الدراسية، والمعروفة عادةً باسم الرسوم الدراسية باللغة الإنجليزية الأمريكية ورسوم التعليم في لغة الكومنولث الإنجليزية، هي الرسوم التي تفرضها المؤسسات التعليمية مقابل التعليم أو الخدمات الأخرى. إلى جانب الإنفاق العام (من قبل الحكومات والهيئات العامة الأخرى)، يعد الإنفاق الخاص عبر مدفوعات الرسوم الدراسية أكبر مصادر الإيرادات للمؤسسات التعليمية في بعض البلدان. في معظم البلدان المتقدمة، وخاصة الدول الاسكندنافية وأوروبا القارية، لا توجد رسوم دراسية رمزية فقط لجميع أشكال التعليم، بما في ذلك التعليم الجامعي وغيره من التعليم العالي.